# Scheidung auf amerikanisch (1967)
Scheidung auf amerikanisch (Originaltitel: Divorce American Style) ist eine US-amerikanische Filmkomödie aus dem Jahr 1967.

## Handlung
Nach 16 Jahren Ehe leben Barbara und Richard Harmon in Luxus. Ihr Haus in Los Angeles ist reich ausgestattet, sie haben ein teures Auto und zwei wohlerzogene Söhne. Trotz der materiellen Annehmlichkeiten leidet Barbara unter der mangelnden Kommunikation mit ihrem Mann. Sie sucht einen Eheberater auf, was bald darauf einen Streit mit Richard auslöst. Das Paar will sich scheiden lassen. Der Richter stellt sich auf Barbaras Seite und lässt Richard einen sehr niedrigen Anteil von knapp 90 Dollar die Woche zukommen.
Als Richard ein Wochenende mit seinen beiden Söhnen verbringt, begegnet er Nelson Downes. Nelson ist ebenfalls geschieden und leidet unter der horrenden Alimentenzahlung. Daher versucht er mit aller Kraft einen neuen Ehemann für seine Ex-Frau Nancy zu finden. Nelson bespricht sich mit Nancy, die Richard sympathisch findet. Sie sagt zu, Richard zu heiraten, unter der Bedingung, dass auch Barbara einen neuen Mann findet.
In Big Al Yearling, einem erfolgreichen Autohändler, glauben sie den geeigneten Kandidaten gefunden zu haben. Tatsächlich erwidert Barbara das Werben des Verkäufers. Am Abend, bevor die Scheidung der Harmons rechtskräftig wird, treffen sich alle Beteiligten, auch Nelsons neue Verlobte, die schwangere Eunice, in einem Nachtclub. Barbara erlaubt der Hypnotiseurin Pat Collins, sie in seiner Show einzubauen. Nach einer Striptease-Einlage fordert Collins sie auf, ins Publikum zu gehen und den Mann zu küssen, den sie wirklich liebt. Barbara geht zu Richard und küsst ihn herzhaft. Die Scheidung ist nun vergessen. Barbara und Richard gehen nach Hause, während Nelson nicht aufgeben will und versucht, Nancys Interesse für Big Al zu wecken.

## Kritik
Das Lexikon des internationalen Films beschrieb den Film als „übermütige Komödie mit einigem Witz, guten Darstellern und einer ausgezeichneten Regie.“
Die Zeitschrift Cinema zog das Fazit: „Ein Ehekrieg, der allen Beteiligten Spaß macht.“
Bosley Crowther von der New York Times befand, dass die Spitze gegen die sozialen Abläufe nicht so lustig oder pointiert seien wie beabsichtigt. Tatsächlich sei der Film eher bedrückend, ärgerlich und betrübend; weitestgehend, weil er sich abquäle ein ernstes Thema in einen Witz umzuwandeln.
Die Variety hingegen sah in dem Film ein auffallendes Beispiel für Komödie und Satire als Waffe zum Torpedieren sozialer Unsitten.
Roger Ebert von der „Chicago Sun-Times“ bezeichnete den Film als gerissen und sympathisch, von Bud Yorkin mit Verstand und Stil inszeniert und von den Darstellern glänzend gespielt.
Voll des Lobes zeigt sich der Evangelische Film-Beobachter: „Eine tragikomische Geschichte um eine negative Erscheinung des ‚amercan way of life‘ […], humorvoll geschildert, aber mit sehr ernstem, zum Teil harten gesellschaftskritischen Hintergrund. Gute schauspielerische Leistungen und ausgezeichnete Regie. Sehr empfehlenswert.“

## Auszeichnungen
1968 wurden Robert Kaufman und Norman Lear in der Kategorie Bestes Originaldrehbuch für den Oscar nominiert.
Norman Lear wurde ebenso für den WGA-Award der Writers Guild of America nominiert.
Bei der Verleihung des Laurel Award belegte Debbie Reynolds den dritten Platz als beste weibliche Darstellerin in einer Komödie.

## Hintergrund
Die Premiere des Films fand am 21. Juni 1967 statt. In Deutschland kam der Film am 6. Oktober 1967 in die Kinos.